# Jehuda Lejb Margaliot
Jehuda Lejb ben Ascher Margaliot (inaczej Jechiel Löb ben Ascher Margolis albo Margulies; ur. 1747 w Płocku, zm. 14 czerwca 1811 we Frankfurcie nad Odrą) – rabin Sochaczewa, rabin Suchostawu, rabin Kopyczyńców w Galicji Wschodniej, w latach 1798-1805 rabin Płocka, w 1800 wybrany na rabina Włocławka (niezatwierdzony przez administrację w Bydgoszczy), następnie 1805-1811 rabin Frankfurtu nad Odrą.

## Życiorys
Wnuk poznańskiego nadrabina Mordechaja Jaffé. Syn rabina Aschera Seliga Margaliota ze Zbaraża w Galicji Wschodniej. Zięć rabina Mayera z Tarnogrodu.
Autor dzieł: „Korban Reschit”, „Pri-Twuah”, „Tal-Orot” i „Aze Eden”. Zmarł w wigilię świętego Szabatu. Spoczywa na cmentarzu żydowskim w Słubicach.
Nowy, współczesny nagrobek z 2004 został ufundowany przez rabina Berela Polatska z Nowego Jorku, a wykonany przez kamieniarza Miklósa Horvátha z miejscowości Nyíregyháza na Węgrzech. Treść inskrypcji odbiega nieco od brzmienia oryginału.